# Estany del Càlic
L'estany del Càlic (també en sard, istanzu de Calich; en italià, Stagno di Calich) és un llac litoral de l'ísola de Sardenya que comunica el centre de la badia de l'Alguer quasi amb la mar. Límitrof al pòpul alguerés de Fertília, engiro del llac compareixen les restes d'un antic pont romà.